# Życie na podsłuchu
Życie na podsłuchu (niem. Das Leben der Anderen) – niemiecki film fabularny z 2006 roku w reżyserii i według scenariusza Floriana Henckel von Donnersmarcka. Zdjęcia kręcono w Berlinie.
Obraz otrzymał Oscara za 2006 r. w kategorii najlepszy film nieanglojęzyczny. Wielokrotnie nagradzany, okazał się również sukcesem kasowym. Osadzony w realiach NRD lat 80. XX wieku, podejmuje temat wpływu sztuki na postępowanie człowieka w warunkach dyktatury. Reżyser dokonuje w nim konfrontacji z historią socjalistycznych Niemiec Wschodnich i z jej aparatem przemocy.
Polski tytuł filmu nieco zniekształca zamierzoną wymowę oryginalnego tytułu (Życie innych), przejętego również w angielskiej wersji językowej.

## Treść
Akcja filmu rozgrywa się w Berlinie Wschodnim, stolicy NRD. Oficer Stasi o kryptonimie HGW XX/7 otrzymuje zadanie ścisłej obserwacji dramaturga Georga Dreymanna i jego partnerki, aktorki Christy-Marii Sieland. Wykonując zadanie, kapitan Wiesler – dotąd emocjonalnie obojętny i bezwzględnie oddany komunizmowi – odkrywa w inwigilowanych ludzkie cechy, wskutek czego okazuje śledzonym współczucie i zaczyna działać na ich korzyść, fałszując protokoły podsłuchu. W miarę rozwoju tej sytuacji, sam Wiesler trafia pod obserwację wewnętrznych służb Stasi. W momencie kulminacyjnym udaje mu się w ostatniej chwili zatrzeć ślady nielegalnej działalności Dreymanna, co przypłaca jednak zwichnięciem własnej kariery w resorcie bezpieczeństwa. Odsunięty od działań operacyjnych, zostaje zdegradowany do funkcji pracownika rutynowo cenzurującego korespondencję obywateli NRD.
Kilka lat później, po upadku komunizmu i rozwiązaniu Stasi, Dreymann, dociekając niejasnych szczegółów z przeszłości, studiuje akta Stasi i odkrywa tożsamość agenta HGW XX/7, któremu zawdzięcza ocalenie. W tym czasie zdegradowany społecznie Wiesler jest typowym przedstawicielem nowo powstałego prekariatu. Roznosząc reklamowe prospekty, przypadkowo natrafia w księgarni na najnowszą książkę Dreymanna – poświęconą mu osobiście „Sonatę o dobrym człowieku”.

## Obsada
- Martina Gedeck – aktorka Christa-Maria Sieland
- Ulrich Mühe – kapitan Gerd Wiesler (alias „HGW XX/7”)
- Sebastian Koch – dramaturg Georg Dreyman
- Ulrich Tukur – podpułkownik Anton Grubitz
- Thomas Thieme – minister kultury Bruno Hempf
- Thomas Arnold(inne języki) – Nowack, jego asystent
- Volkmar Kleinert(inne języki) – Albert Jerska, prześladowany reżyser
- Hans-Uwe Bauer(inne języki) – Paul Hauser, opozycyjny intelektualista
- Matthias Brenner(inne języki) – Karl Wallner, opozycyjny intelektualista
- Ludwig Blochberger – Benedikt Lehmann
- Herbert Knaup – Gregor Hessenstein, redaktor "Spiegla"
- Marie Gruber – pani Meineke, sąsiadka
- Charly Hübner(inne języki) – st. sierżant Udo Leye
- Volker Michalowski(inne języki) – ekspert Stasi od pisma
- Werner Daehn – kierownik ekipy operacyjnej Stasi
- Hinnerk Schönemann(inne języki) – ppor. Axel Stigler
- Paul Maximilian Schüller(inne języki) – chłopiec z piłką
- Bastian Trost(inne języki) – więzień nr 227
- Gabi Fleming(inne języki) – prostytutka Uta
- Ralf Ehrlich – mężczyzna w kantynie
- Klaus Münster(inne języki) – Erich Mielke [głos]

## Fabuła
Retrospekcja: w berlińskim więzieniu Stasi Hohenschönhausen kapitan Gerd Wiesler – znany z bezwzględności i śledczych sukcesów specjalista od tortur psychicznych oraz wierny ideologicznie komunista o kryptonimie HGW XX/7 (Hauptmann Gerd Wiesler), przesłuchuje mężczyznę podejrzanego o udzielenie pomocy w ucieczce do RFN. Poprzez nasilanie presji psychicznej połączonej z deprywacją snu, doprowadza więźnia nr 227 do załamania i przyznania się. Później sceny tego przesłuchania Wiesler odtwarza z taśmy podczas wykładu w Wyższej Szkole MBP w Poczdamie na temat technik przesłuchiwania.
Na premierze socrealistycznej sztuki teatralnej Georga Dreymanna wyższy oficer Stasi – Grubitz, otrzymuje od ministra Hempfa nakaz stałej inwigilacji autora. Jest on wprawdzie konformistą i lojalnym obywatelem NRD, co zapewnia mu publikacje książek, inscenizacje teatralne oraz niedostępne innym przywileje materialne; resort bezpieczeństwa nie ufa jednak Dreymannowi, którego ostentacyjny konformizm wzbudza podejrzenia. Podczas akcji założenia podsłuchu w mieszkaniu pisarza Wiesler zastrasza i zmusza do milczenia podglądającą to sąsiadkę. Po zainstalowaniu aparatury osobiście przejmuje jedną ze zmian dyżuru podsłuchowego na strychu budynku z mieszkaniem pisarza.
Jednym z przyjaciół Dreymanna jest Albert Jerska – reżyser teatralny, który za swój nonkonformizm ukarany został nieoficjalnym zakazem wykonywania zawodu (Berufsverbot), a odsunięty od sceny popadł w alkoholizm i depresję. Po kolejnej wizycie u niego Dreymann zamierza drogą osobistej protekcji zmienić sytuację przyjaciela. Zabiegi te kończą się jednak niepowodzeniem: komunistyczni funkcjonariusze reagują niechętnie i cynicznie.
Po nieudanej intrydze z próbą rozbicia związku dramaturga z aktorką Christą-Marią Sieland, samotnie zamieszkujący Wiesler sprowadza sobie prostytutkę, która odrzuca jego propozycję trwalszego związku. W oficerze Stasi narasta świadomość odmienności, wyobcowania i negatywnej różnicy dzielącej go od innych ludzi. Pod wpływem refleksji zaczyna emocjonalnie angażować się w stosunki pomiędzy podsłuchiwaną parą twórców. Łamiąc kolejne zasady pracy operacyjnej, zaczyna także wątpić w moralną słuszność swojej misji. Celowo zniekształca inwigilację, fałszując raporty z nasłuchów, gdy po samobójstwie Alberta Jerski Dreymann pisze obszerny artykuł o śmierci przyjaciela i o licznych samobójstwach dysydentów w NRD. Dzięki niemu tekst ten zostaje przemycony i pod pseudonimem opublikowany w poczytnym tygodniku zachodnioniemieckim. W kierownictwie Stasi wybucha skandal i w sprawę Dreymanna osobiście angażuje się przełożony, podpułkownik Anton Grubitz.
Wykorzystując obciążający fakt, że Christa-Maria Sieland jest uzależniona od benzodiazepin, Stasi szantażem zmusza aktorkę do donoszenia na swego partnera. Zastraszona i pozbawiona leków Sieland zgadza się na współpracę. Przesłuchiwana przez Wieslera wyjawia nieodnalezione wcześniej przez śledczych miejsce ukrycia maszyny do pisania. Po uwolnieniu, dręczona wyrzutami sumienia popełnia jednak samobójstwo, rzucając się na ulicy pod ciężarówkę. Tymczasem Wiesler potajemnie usuwa maszynę z mieszkania Dreymanna, ratując w ten sposób pisarza przed aresztowaniem i torturami. Grubitz jako jego przełożony wprawdzie nie potrafi udowodnić mu winy, ale na podstawie podejrzenia dyscyplinarnie odsuwa go od działań operacyjnych. Zdegradowany Wiesler trafia do działu cenzury, gdzie przez dalsze lata zajmuje się otwieraniem nad parownikiem kopert z korespondencją przeznaczoną do kontroli.
Po upadku komunizmu Dreymann dowiaduje się od byłego ministra, że długotrwale był inwigilowany. Udaje się do urzędu Gaucka i dokładnie zapoznaje się z aktami swej sprawy. W ten sposób odkrywa niezwykłą działalność agenta HGW XX/7 wraz z notatką o jego degradacji; ustala też jego obecną tożsamość. Dwa lata później przechodzący Wiesler na plakacie w witrynie księgarni rozpoznaje twarz pisarza – człowieka, dla którego poświęcił swą karierę w służbach bezpieczeństwa NRD. Oglądając jego świeżo wydaną książkę Sonate vom Guten Menschen, zauważa przeznaczoną dla siebie (HGW XX/7) dedykację i wzruszony kupuje powieść Dreymanna.

## Fabuła a realia
- Reżyser w miarę możliwości korzystał z oryginalnych rekwizytów Stasi i, o ile możliwe, filmował sceny w autentycznych miejscach. Pokazany w filmie sprzęt podsłuchowy jest całkowicie oryginalnym wyposażeniem Stasi. Np. w scenie wykładu kpt. Wiesler używa do odtwarzania zeznań drogiego, wysokiej jakości magnetofonu szpulowego produkcji zachodniej, co było zgodne z praktyką służby bezpieczeństwa.
- W scenie poprzedzającej rewizję mieszkania Dreymanna ekipa funkcjonariuszy Stasi oczekuje w furgonetce Żuk polskiej produkcji.